# Zamieszki we Francji (2005)

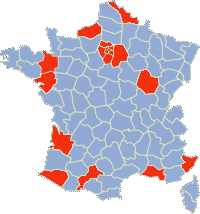
Mapa departamentów, w których doszło do zamieszek, na dzień 5 listopada 2005

Zamieszki we Francji w 2005 – wystąpienia ludności pochodzenia imigracyjnego (wywodzącej się w większości z Czarnej Afryki i krajów Maghrebu po tym, jak z powodu porażenia prądem zginęło dwóch nastolatków (Bouna Traoré i Zyed Benna), którzy uciekając przed kontrolą policyjną ukryli się w stacji transformatorowej EDF w Clichy-sous-Bois pod Paryżem.
Zdaniem krytyków francuskiego rządu pośrednią przyczyną wystąpień była polityka imigracyjna państwa, która do dziś powoduje wykluczenie imigrantów ze społeczeństwa, dyskryminację, brak perspektyw, biedę oraz bezrobocie. Znaczący wpływ miały także negatywne nastroje wśród społeczności imigranckiej podgrzewane przez środowiska radykalne nawołujące do walki z władzą i cywilizacją europejską. Hasła takie trafiały na podatny grunt szczególnie wśród wykorzenionych potomków imigrantów, urodzonych we Francji, wychowanych w muzułmańskiej kulturze przez swoje rodziny, ale nieidentyfikujących się z nią, a jednocześnie w niewystarczającym stopniu zintegrowanych z otaczającym ich społeczeństwem francuskim.
Rozruchy rozpoczęły się 27 października. Początkowo zamieszki te nazywane były „powstaniem paryskim” lub „powstaniem miejskim” – zaczęli się do nich przyłączać także biali mieszkańcy ubogich dzielnic podparyskich. Po kilku dniach wystąpienia te zaczęły być nazywane „powstaniem francuskim”, ponieważ zamieszki wybuchły również w innych miastach francuskich; Nantes, Rennes, Rouen, Lille, Tuluzie i Lyonie. W efekcie zamieszek podpalonych zostało tysiące samochodów, w płomieniach stanęło kilka szkół, poczta, centrum handlowe, przedszkole i ośrodek sportowy. W akcji mającej na celu przywrócenie porządku udział wzięło kilka tysięcy funkcjonariuszy policji, którzy dysponowali samochodami, motocyklami i śmigłowcami. Z dnia na dzień liczba zatrzymanych przez policję powiększała się.
W sobotę 5 listopada rodzice chłopców, którzy zginęli porażeni prądem, a także rodzice ich kolegi (Muhittin Altun), który został poparzony, jednak przeżył i podniósł alarm – wystosowali apel o spokój. Apel jednak nie dał efektów, nie zaprzestano zamieszek i aktów wandalizmu.

## Przebieg wydarzeń

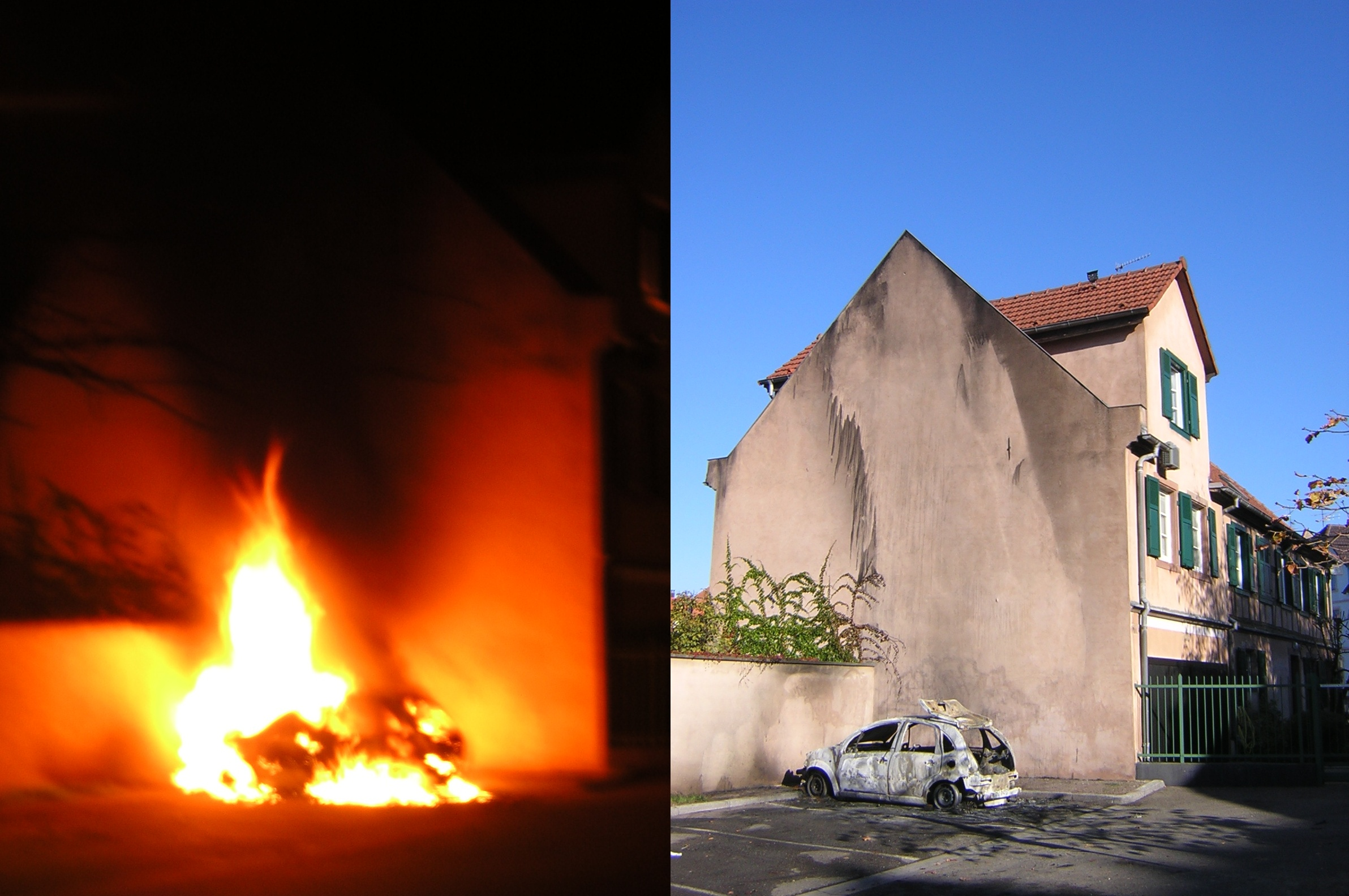
Spalony samochód i osmalony dom mieszkalny, 5 listopada

### 1 listopada 2005
Zamieszki ogarnęły podparyskie miejscowości Sevran i Aulnay-sous-Bois. Spalonych zostało 10 samochodów. Wieczorem zatrzymano 12 osób.

### 2 listopada 2005
Początek zamieszek w podparyskich miejscowościach: Bondy, Neuilly-sur-Marne oraz Blanc-Mesnil. Spalonych zostało blisko 70 samochodów. Zatrzymanych zostało 19 osób.

### 3 listopada 2005
Według Agencji Reuters, podpalonych zostało co najmniej 40 samochodów, dwa autobusy, dwie szkoły, poczta i centrum handlowe zostały zdemolowane. Do ulicznych walk między chuliganami a policją doszło w Saint-Denis. Demonstranci na kilka godzin zablokowali komendę policji w Aulnay-sous-Bois.

### 4 listopada 2005
Podpalonych zostało ponad 520 samochodów i 27 autobusów w Trappes. Wieczorem wstrzymano 21 kursów autobusów i tramwajów w Paryżu. Do zamieszek doszło również w Dijon.

### 5 listopada 2005
Podczas nocnych zamieszek podpalonych zostało blisko 900 samochodów, a policja zatrzymała ponad 250 osób. Francuscy chuligani podpalili też dwa magazyny z odzieżą i salon samochodów. Do incydentów doszło też w Tuluzie, Nicei, Rennes i Lille. Francuska lewica złożyła wniosek o odwołanie ministra spraw wewnętrznych Nicolasa Sarkozy’ego.

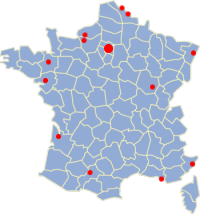
Ogniska zamieszek w dniu 6 listopada 2005

### 6 listopada 2005
Zamieszki dotarły do centrum Paryża, gdzie spalono 22 auta. Ogólnie spalonych zostało ponad 1300 samochodów, zatrzymano 312 osób. Zniszczone zostały dwie szkoły oraz kilka restauracji.

### 7 listopada 2005
Zamieszki ogarnęły już ponad 300 miast we Francji. Po raz pierwszy zaatakowano i spalono dwa kościoły, rannych zostało 34 policjantów. Spalony został również polski autokar podróżny. Zmarła również pierwsza ofiara wystąpień we Francji, 61-letni mężczyzna, ranny w czasie piątkowych zamieszek w Paryżu. Wszelką przemoc potępili francuscy przywódcy muzułmańscy. Zniszczonych i spalonych zostało ponad 1400 samochodów, policja zatrzymała 395 osób.

### 8 listopada 2005
Władze francuskie wprowadziły godzinę policyjną w mieście Amiens. Poprzednio korzystano we Francji z tego prawa w 1955, gdy wprowadzono stan wyjątkowy w trakcie wojny algierskiej. 12. nocy zamieszek spłonęły 1173 samochody, a policja zatrzymała 330 osób.

## Skutki zamieszek
- 8973 zniszczonych samochodów
- 200 milionów euro strat spowodowanych zniszczeniami
- 2888 aresztowanych
- 126 rannych (policjantów i strażaków)
- 2 ofiary śmiertelne (Jean-Jacques Le Chenadec i Salah Gaham)